# Defaunace

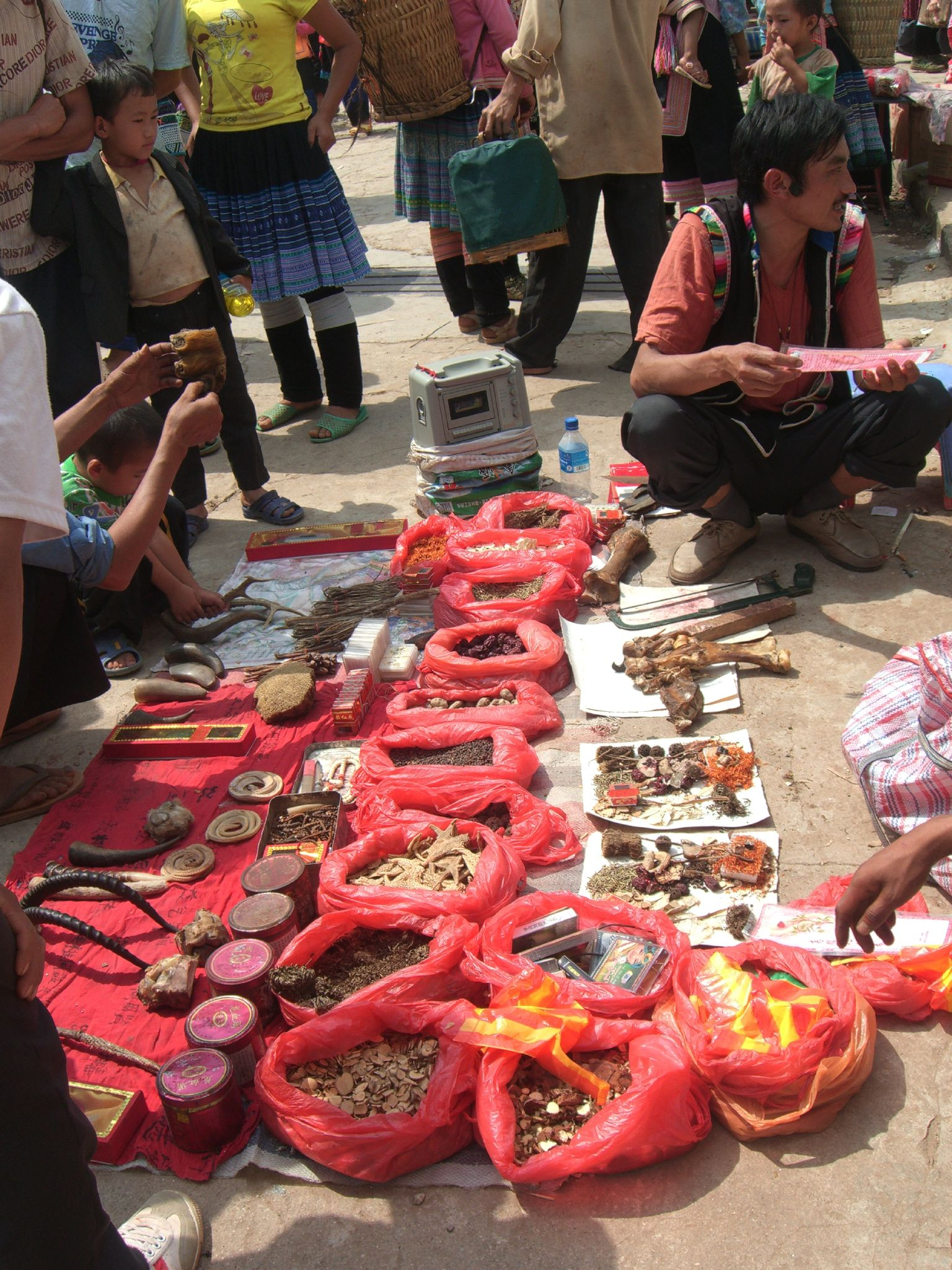
Čínská medicína a její víra v léčebné účinky částí zvířecích těl je jedním z důležitých faktorů pytláctví a úbytku mnoha zvířecích druhů.

Defaunace je termín označující ztrátu zvířat z ekologických celků. Vzrůst lidské populace kombinovaný s rozvojem exploatačních technologií vedou ke stále většímu využívání přírodních zdrojů pro lidské potřeby. Výsledkem je masivní úbytek středních a velkých obratlovců, jak početní, tak druhový. Tomuto jevu se říká tzv. prázdný les, neboť je nejzřetelnější právě absencí větších zvířat v lesních společenstvech. Efekty defaunace byly poprvé zmíněny na Sympoziu pro vztah zvířat a rostlin na Univerzitě v Campinas v Brazílii v roce 1988. Od té doby se tento termín globálně používá v ochranářské biologii. Za defaunací stojí kombinace vícero faktorů. Jde o nadměrný lov, ať už legální či nelegální, ničení a fragmentaci životního prostředí a zavlečení invazních druhů mezí původní společenstva. K nejmasivnější defaunaci dochází v tropických oblastech, kde probíhá rozsáhlé kácení lesů a vysazování plantážních monokultur.